# Ulrich Matthes
Ulrich Matthes, nemški igralec, * 9. maj 1959, Zahodni Berlin, Nemčija.                                                                                                                                                               
Zaslovel je leta 2004 z vlogo Josepha Goebbelsa v filmu Propad.

## Življenje in kariera
Ulrich Matthes se je rodil v zahodnem Berlinu leta 1959, izobraževal pa se je na gimnaziji Evangelisches Gymnasium zum Grauen Kloster. Igralstvo je študiral poznih osemdesetih letih v Berlinu pod vodstvom Elseja Bongersa. V filmu Propad leta 2004 je Matthes igral nacističnega propagandnega ministra Josepha Goebbelsa. V filmu Deveti dan iz leta 2004 je igral fra Henrija Kremerja, katoliškega duhovnika, zaprtega v Dachauu. Upodobil je tudi standardni nemški glas Kennethe Branagha skupaj z Martinom Umbachom. Februarja 2021 se je Matthes razkril kot gej.

## Nagrade
- 1985: nagrada za literaturo prestolnice Düsseldorf[4]
- 1999: bavarska filmska nagrada – najboljši igralec za vlogo v filmu Feuerreiter
- 2003: nemška nagrada za avdioknjige
- 2007: berlinska gledališka nagrada
- 2008: nemška gledališka nagrada Der Faust
- 2015: zlata kamera – najboljši nemški igralec za vlogi v epizodi Tatort: Im Schmerz geboren in v filmu Bornholmer Strasse[5]
- 2015: Grimmejeva nagrada – najboljši igralec za nastop v seriji Tatort: Im Schmerz geboren
- 2015: nagrada nemške televizijske akademije – najboljši igralec za vlogo v filmu Bornholmer Straße[6]

## Filmografija
- 1969: En septembrski dan (kratki film) - Max
- 1970: Die Wesenacks (TV film) - Fränzchen
- 1973: Artur, Peter in Eskimi (TV film) - Peter
- 1989: Henry V - Henry V (nemška različica)
- 1992: Natakar!  - voditelj televizijske igre
- 1994: Frankenstein Mary Shelley - Victor Frankenstein (nemška različica)
- 1995: En napačen korak (TV film) - Georg Klein
- 1995: Morilec in njegov otrok (TV film) - Rainer Dreyer
- 1995: Nikolaikirche (TV film) - Alexander 'Sascha' Bacher
- 1995: Othello - Iago (nemška različica)
- 1996: Hamlet - princ Hamlet (nemška različica)
- 1997: Igra smrti (TV film) - Jan-Carl Raspe
- 1997: Zimski pragovi - Rene
- 1998: Odsekan (TV film) - Eberhard E.
- 1998: Fire Rider - baron Isaac von Sinclair
- 1999: Aimée & Jaguar - Eckert (SS)
- 1999: Uokvirjena (kratka) - Beck
- 2000: Petelin je mrtev (TV film) - Inšpektor Steiner
- 2002: Killerheart (TV film) - Dr. Štetje
- 2004: Potniki - Vsako srečanje je priložnost - Peter
- 2004: Deveti dan - Abbé Henri Kremer
- 2004: Propad - Joseph Goebbels
- 2006: kdo je bil Kafka?  (Dokumentarni) (glas)
- 2006: Vineta - dr. Leonhard
- 2008: Novembrski otrok - Robert von der Mühlen
- 2010: Neue Vahr Süd [de] (TV film) - kapetan
- 2011: Razpoke v školjki - Ben Kästner
- 2011: Mir na morju (TV film) - Ernst Jünger
- 2012: Mali samor (kratki) - Ščurka (glas)
- 2012: Kunduz: Incident pri Hadji Ghafur - Grewe
- 2013: Beležnica - Apa
- 2014: Bornholmer Straße (TV film) - Hartmut Kummer
- 2016: Pelnu Sanitorija (izgnan) (latvijski film) - Ulrihs
- 2016: Zgodba o ljubezni - Freya - Helmuth James von Moltke
- 2016: Četrta posest (TV film) - Založnik
- 2017: Darilo (TV film) - Matteo Kälin
- 2017: Vojna (TV film) - Arnold
- 2017: Lutkarji (TV film) - Rodrigo Borgia
- 2019: Skrito življenje - Lorenz Schwaninger

## Televizija
- 1995: Wolffs Revier: Pege - Danzer
- 1987–1997: Derrick (4 epizode) - Harald Breuer / Robert Lohmann / Holger Küster / Ulrich Huberti
- 1997: Stara lisica: Smrt staršev - Andreas Gobel
- 1997–1999: Policija pokliče 110 (2 epizodi) - psiholog / Tanjin partner
- 2000: Primer v dvoje: Krvava zastava - Michael Strobel
- 2008: Račun: Dokaz življenja - Victor Hauptmann (zgodba o križanju z Leipziškim umorom)
- 2011: Kraj zločina: Stille Wasser [de] - Günther Kremer
- 2014: Tatort: Born in Pain [de] - Richard Harloff
- 2019: Sarah Kohr: Pogrešana deklica - Artem Lasarew
- 2020: Čoln